# 夹子救鹿
《夹子救鹿》是一部中国上海美术电影制片厂制作的动画片，该片获得了印度第五届库塔克国际儿童电影节最佳短片奖金象奖、1985年度广播电影电视部优秀美术片、第二届中国儿童电影童牛奖优秀美术片、第十三届中国电影金鸡奖最佳美术片等奖项。 

## 剧情简介
夹子是一名生活在山林里的少年，他很喜欢山林里的动物，与它们相处得十分融洽。一日，国王带着他的狩猎队进山打猎，动物们四处逃窜。夹子披上鹿皮装扮成一只鹿，引开狩猎队，被国王一箭命中要害。狩猎队离去后，动物们围在夹子身旁哀悼，迟迟没有离去。小鸟儿衔来一株仙草，给夹子服下，夹子又重新睁开了双眼……